# Hemidactylus greeffii
Hemidactylus greeffii es una especie de gecos de la familia Gekkonidae.

## Distribución geográfica
Es endémica de la isla de Santo Tomé y del cercano islote de las Tórtolas (Santo Tomé y Príncipe).